# پایوو ویلکیه
پایوو ویلکیه (به لهستانی:  Pajewo Wielkie) یک روستا در لهستان است که در گمینا گوومین-اوشرودک واقع شده‌است.